# Lori irisat
El lori irisat  (Trichoglossus moluccanus) és una espècie d'ocell de la família dels psitàcids que habita els boscos de l'est d'Austràlia, des de Queensland fins a Tasmània. Conté diverses subespècies, ubicades tradicionalment a Trichoglossus haematodus.